# Waimiri-Atroari jezik
Waimiri-Atroari jezik (waimiri-atroarí, atroahy, atroaí, atroarí, atrowari, atruahí, ki’nya; ISO 639-3: atr), jezik Indijanaca Waimiri i Atroari dva plemena i nekih manjih skupina karipske porodice s rijeka Alalau, Camanau, Jatapu i Jauaperi, koja govore vlatitim istoimenim dijalektima.
Dijalekti: atruahi, waimirí (uaimirí, wahmirí), jawaperi (yauaperi). Waimiri-Atroari dijalektima služe se uz već spomenute i plemena Piriutiti ili Piriutite, Tiquiriá i možda Sapara i Pauxiâna.
Waimiri-Atroari jezik jedini je predstavnik podskupine Waimiri šire sjevernokaripske skupine karipskih jezika.

## Vanjske poveznice
- Ethnologue (14th)
- Ethnologue (15th)